# بردبری (کالیفرنیا)
بردبری (به انگلیسی: Bradbury) شهری در لس‌آنجلس ایالت کالیفرنیا است که در سرشماری سال ۲۰۱۰ میلادی، ۱۰۴۸ نفر جمعیت داشته‌است.